# Roll Over Beethoven
"Roll Over Beethoven" é uma canção do cantor, guitarrista e compositor norte-americano Chuck Berry lançado em 1956 e contida em seu terceiro álbum de estúdio Chuck Berry Is on Top, de 1959. Essa mesma canção alcançou muito sucesso numa gravação feita pela famosa banda de rock inglesa The Beatles, conhecida como Os quatro garotos de Liverpool. A música se encontra no álbum With the Beatles de 1963. A mesma canção foi utilizada com muita aceitação popular como trilha sonora do filme Beethoven, que conta a história de um cão da raça São Bernardo, que, com sua meiguice, chegou a encantar crianças e adultos e, ao mesmo tempo, veio trazer ao conhecimento da juventude atual o sucesso da canção "Roll Over Beethoven", que já estava,de certa forma, caindo no esquecimento da população dos dias atuais. Voltou à tona o sucesso daquela antiga canção famosa do Pai do Rock, Chuck Berry, enfatizada pelos famosos The Beatles e agora ressurgida na trilha sonora do filme Beethoven.
A expressão inglesa significa, em tradução livre: se revire na cova, Beethoven, insinuando que o rock and roll estaria incomodando Beethoven, que representa a música clássica ou erudita. A versão original esteve presente na lista das 500 melhores canções de todos os tempos da revista Rolling Stone.

## Versão de Chuck Berry
- Chuck Berry - vocal, guitarra
- Johnnie Johnson - piano
- Willie Dixon - contrabaixo
- Fred Below - bateria

## Versão dos Beatles
- George Harrison – vocal, guitarra solo
- John Lennon – palmas, guitarra base
- Paul McCartney – palmas, baixo
- Ringo Starr – bateria